# Francisco Javier de Luque
Francisco Javier de Luque y López (Sevilla, 1871-Madrid, 1941) fue un arquitecto español.

## Biografía
Nació el 14 de septiembre de 1871 en Sevilla. Entre sus principales proyectos se encuentran la catedral de María Inmaculada de Vitoria, el edificio del Instituto Geológico y Minero de España, el edificio del Ministerio de Educación (Madrid), el Colegio de Jesús y María (Madrid), la Parroquia de los Doce Apóstoles (Madrid), el pabellón 4 de la Residencia del Consejo Superior de Investigaciones Científicas (Residencia de Estudiantes, Madrid), el pabellón de España en la Bienal de Venecia (1922) y la restauración y terminación de la fachada de la catedral de Sevilla (Sevilla, 1921).
Se licenció en ciencias físico-matemáticas en Sevilla en 1893 y en arquitectura en Madrid en 1899. Entre 1909 y 1914 residió en Vitoria, donde fue académico de la Real Academia de Bellas Artes de San Fernando de Álava. Posteriormente se trasladó a Madrid, ciudad en la que ejerció como profesor en la Escuela Superior de Arquitectura y técnico de la sección de construcciones civiles del Ministerio de Instrucción Pública y Bellas Artes. Falleció el 25 de mayo de 1941 y habría sido enterrado en el cementerio de la Almudena.